# Orestias albus
Orestias albus är en fiskart som beskrevs av Valenciennes, 1846. Orestias albus ingår i släktet Orestias och familjen Cyprinodontidae. Inga underarter finns listade i Catalogue of Life.